# 伊拉克布拉迪里
伊拉克布拉迪里，是目前生活在印度和巴基斯坦，但祖先是伊拉克阿拉伯人的穆斯林。

## 起源理論
他們是説烏爾都語的遜尼派穆斯林，也説波斯語和阿拉伯語。伊拉克是指他們祖先來自伊拉克。伊拉克布拉迪里是一個非常富有的社區，因為很多人都與坎普爾和加爾各答的皮革業有關。他們主要從事皮革業和軍人，也是一個教育程度很高的社羣。

## 地理分布
全南亞次大陸也找到他們，但在卡拉奇和加爾各答最集中。